# Viðarlundin á Debesartrøð

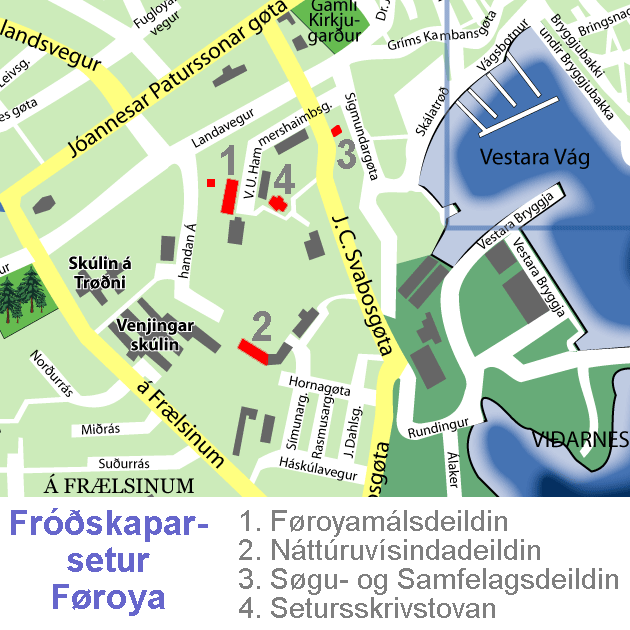
Lage des Býarpark zwischen den Gebäuden der Universität.

Viðarlundin á Debesartrøð ist ein Park in Tórshavn, der Hauptstadt der Färöer. Häufig wird er auch Býarpark genannt, was wörtlich Stadtpark bedeutet. Dieser Park sollte aber nicht mit dem Tórshavner Stadtpark (Viðarlundin í Havn) verwechselt werden.
Das färöische Wort viðarlund bedeutet wörtlich „Gehölz“ und bezeichnet eine Parkanlage oder einen Wald auf den Färöern, von deren Fläche nur 0,06 % bewaldet sind.

## Lage des Parks

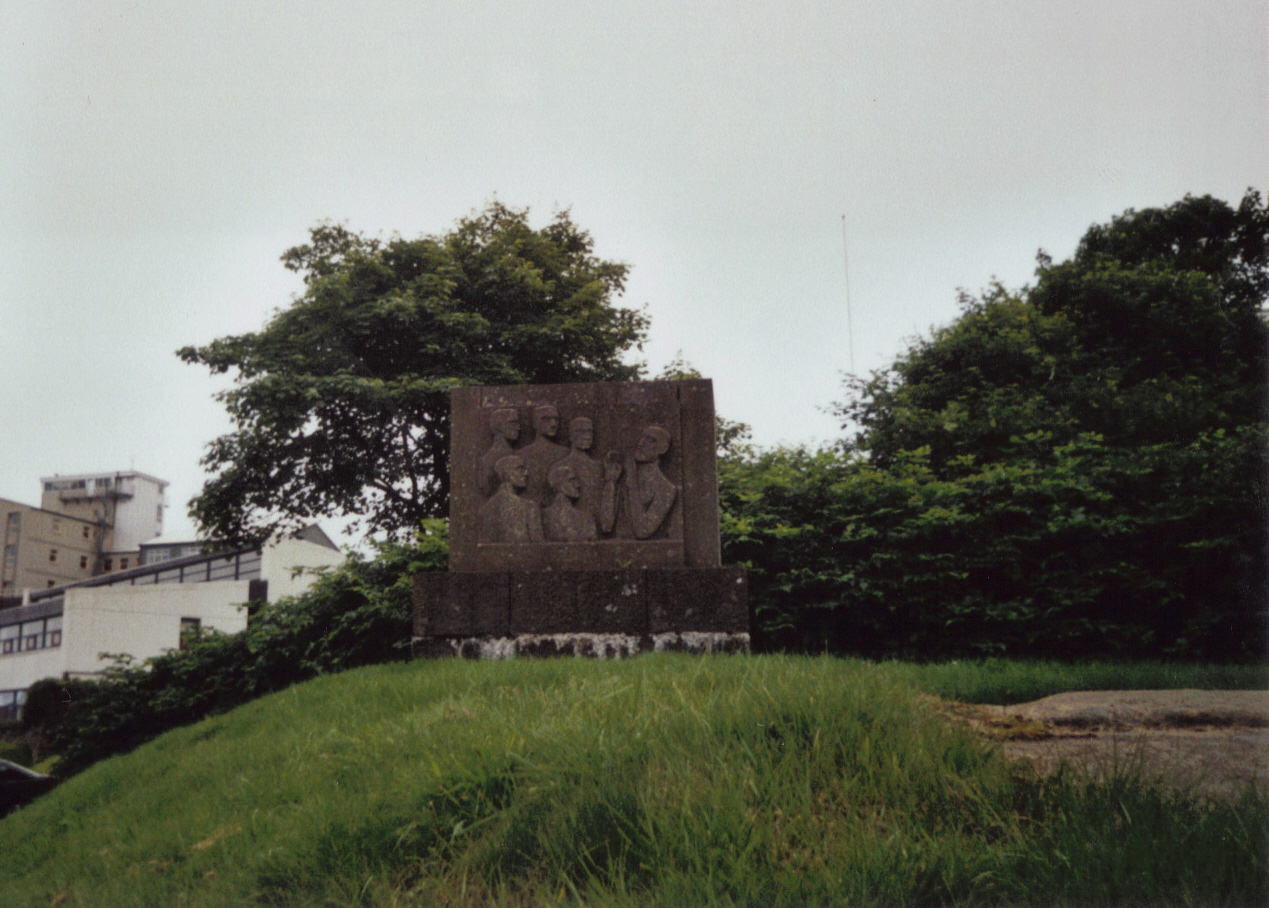
Das Denkmal für die färöische Sprache, Móðurmálið, von Janus Kamban am östlichen Eingang des Parks. Im Hintergrund die Landesbibliothek der Färöer.

Der Park, der hauptsächlich aus Fichten und Kiefern besteht, wurde in einer hügeligen, felsigen Landschaft angelegt und ist schon vom Meer aus gut zu sehen. Er befindet sich unweit westlich der Straße J.C. Svabos Gøta im Stadtviertel Debesartrøð.In unmittelbarer Nähe liegen mehrere bedeutende Gebäude bzw. Sehenswürdigkeiten. Im Norden grenzt an den Park das Gelände der Universität der Färöer, während sich unmittelbar östlich des Parks die Landesbibliothek der Färöer anschließt. Der Park wird durch mehrere Felsen und Blumenbeete aufgelockert, und durch ihn führen befestigte Spazierwege. An einem der Eingänge des Viðarlundin á Debesartrøð ist an der J.C. Svabos Gøta die Skulptur Móðurmálið von Janus Kamban, einem der bedeutendsten Künstler der Färöer, sehenswert.

## Entstehung des Parks
Nachdem auf dem Gelände des heutigen Parks bereits 1957 im Bereich von Flur 1026b die ersten Bäume gepflanzt worden waren, wurde in den 1960er Jahren der Wunsch nach einer Grünanlage in dieser exponierten Lage laut. Aus finanziellen Gründen konnte die Forstbehörde (Skógfriðingarnevndin) das Gelände allerdings erst am 30. März 1982 in ihre Obhut nehmen, so dass die Anlage des Parks fortgesetzt werden konnte.
Der Park Viðarlundin á Debesartrøð ist im Besitz der Regierung der Färöer und dehnt sich auf fünf Grundstücken aus: Die Grundstücke Flur 1023a (12.900 m²) und 1023b (2.600 m²) im südlichen Teil des Geländes an der Seefahrtsschule sind unter dem Namen Sjómannsskúlatrøð zusammengefasst. Grundstück Flur 1025a (7.300 m²) ist unter dem Namen Müllerstrøð bekannt, während Flur 1026a (10.100 m²) und Flur 1026b (6.000 m²) unter der Bezeichnung Debesartrøð zusammengefasst sind. Insgesamt bedeckt der Park Viðarlundin á Debesartrøð eine Fläche von 38.900 m² und stellt damit nach dem Tórshavner Stadtpark die zweitgrößte Grünanlage innerhalb der Stadt Tórshavn dar. Hauptsächlich besteht er aus Fichten, doch wachsen in ihm auch Kiefern und – im Gegensatz zu den meisten anderen Wäldern auf den Färöer – verschiedene Arten von Buchen (Nothofagus).

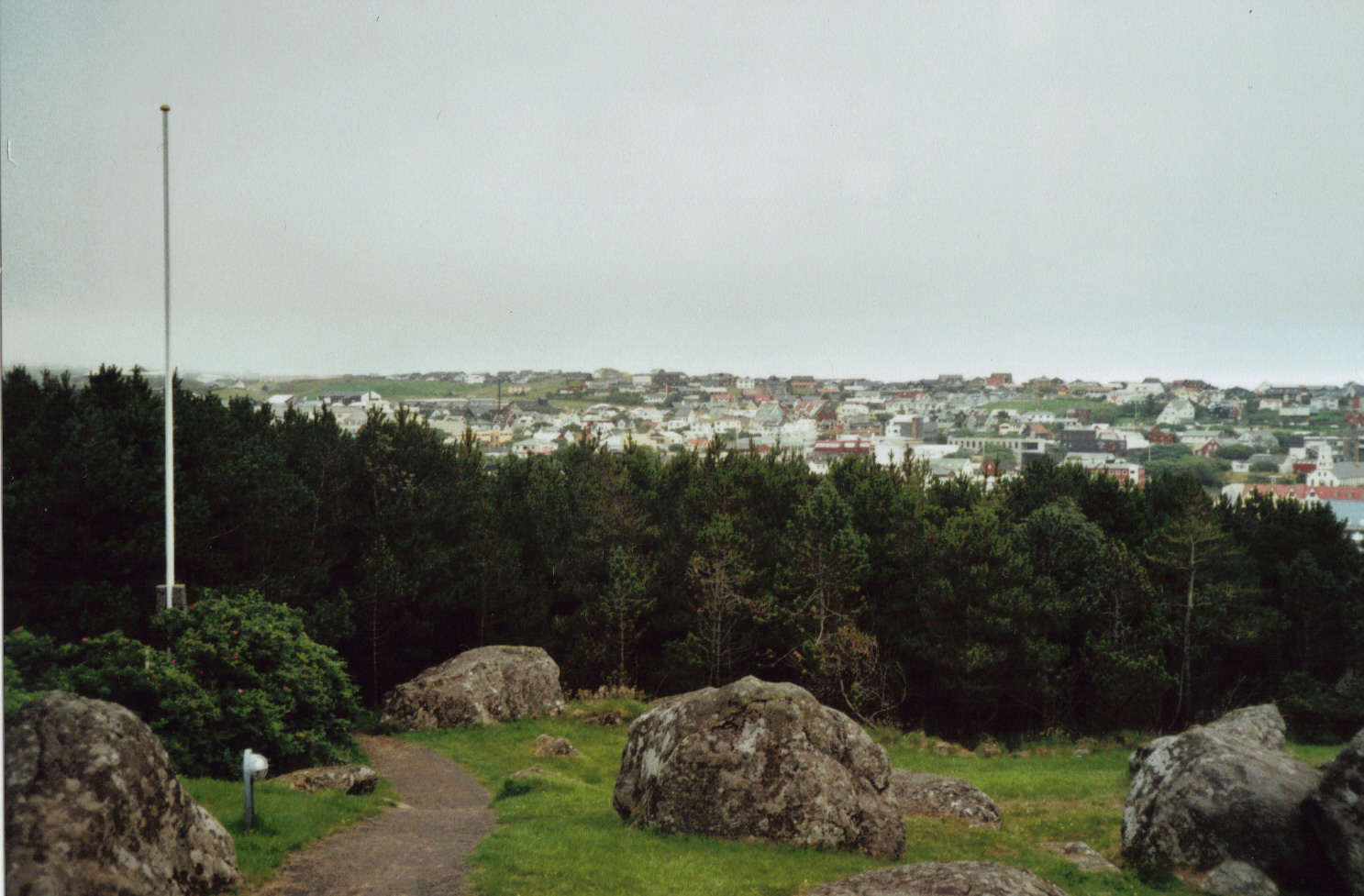
Blick über den Park
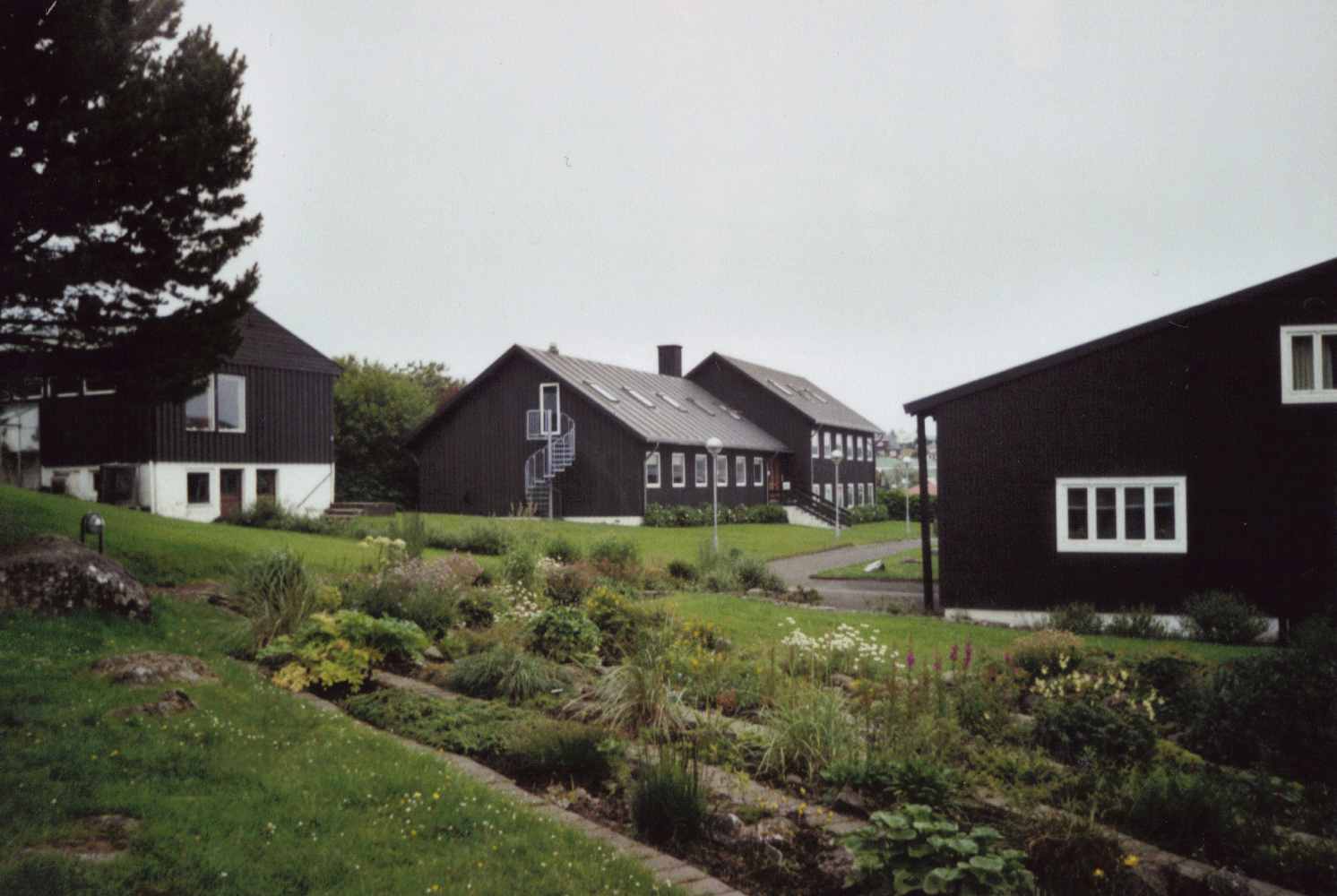
Blick zur Universität der Färöer
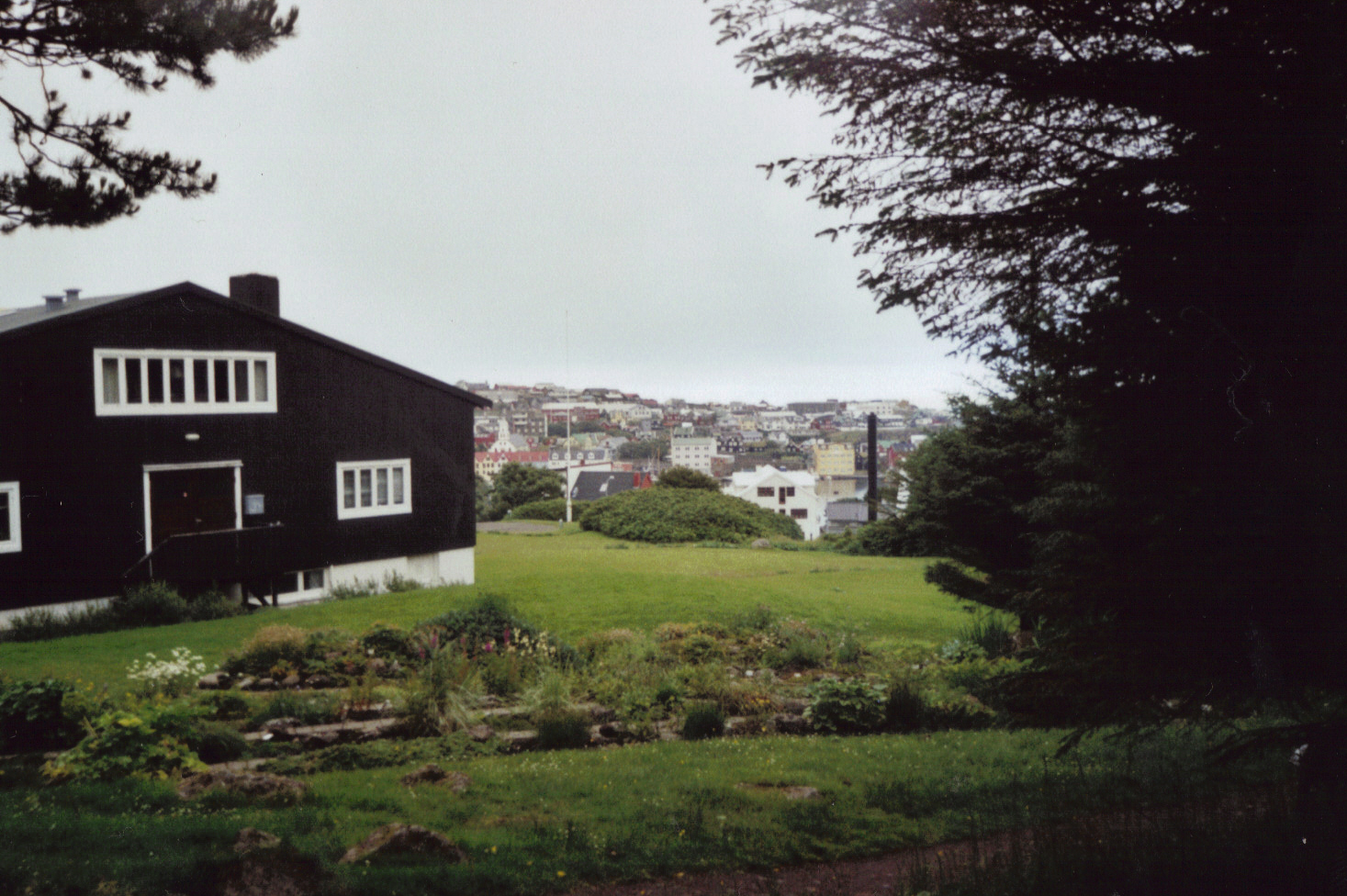
Blick vom Park zur Innenstadt